# Los Angeles Monarchs
Die Los Angeles Monarchs waren ein US-amerikanisches Eishockeyfranchise der Pacific Coast Hockey League aus Los Angeles, Kalifornien.  

## Geschichte

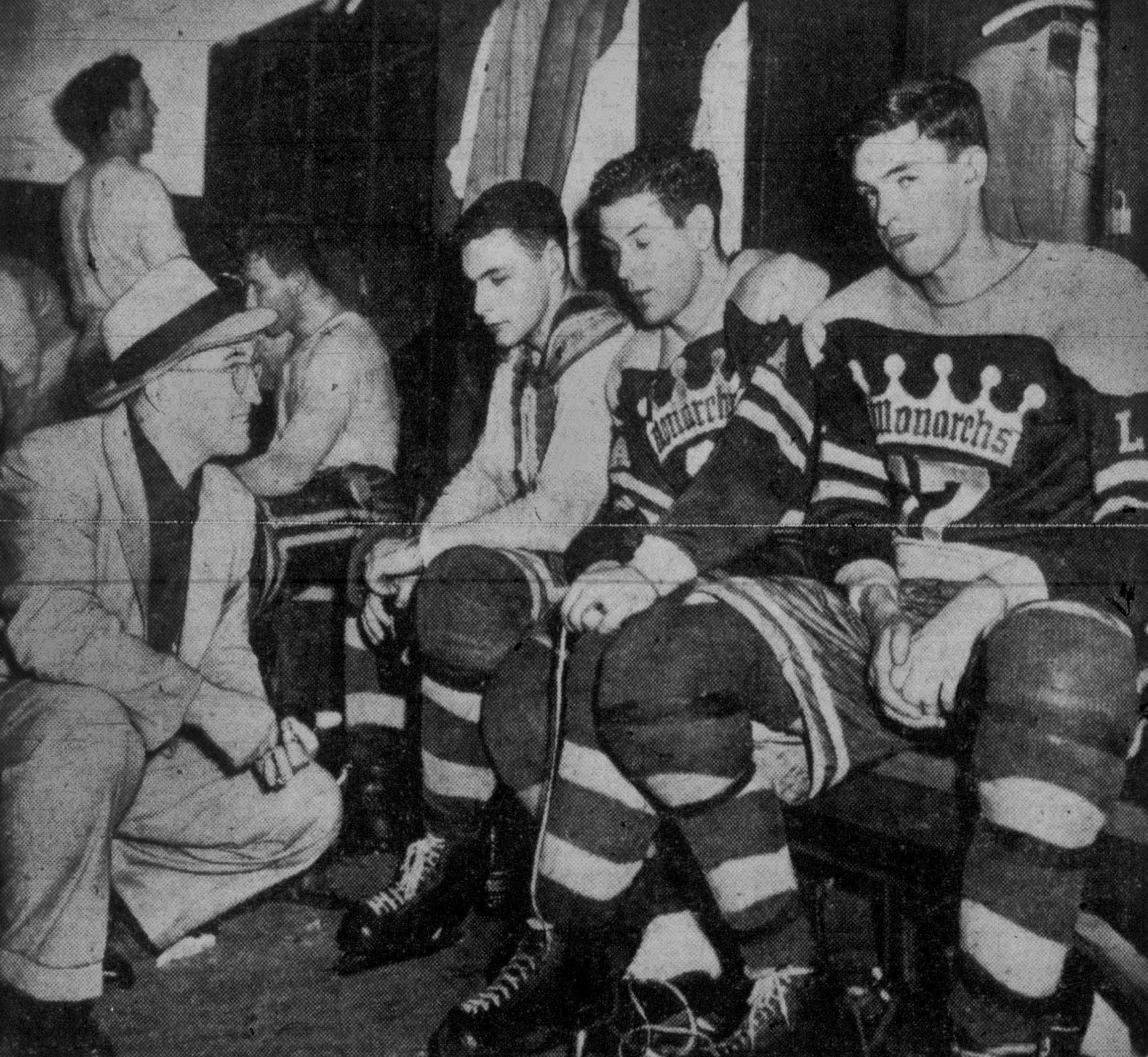
Spieler der Los Angeles Monarchs (1950)

Die Los Angeles Monarchs wurden 1941 als Amateurmannschaft gegründet. Zunächst spielten sie drei Jahre lang in der Southern California Hockey League, ehe das Franchise zur Saison 1944/45 in deren Nachfolgewettbewerb, die Profiliga Pacific Coast Hockey League, wechselte. Die erfolgreichste Spielzeit der Mannschaft war die Saison 1946/47, in der sie den Lester Patrick Cup, den Meistertitel der PCHL, gewann. Zwar war die Mannschaft auch in der Folgezeit sportlich erfolgreich, jedoch stellte sie im Anschluss an die Saison 1949/50 den Spielbetrieb ein.

## Saisonstatistik (PCHL)
Abkürzungen: GP = Spiele, W = Siege, L = Niederlagen, T = Unentschieden, OTL = Niederlagen nach Overtime SOL = Niederlagen nach Shootout, Pts = Punkte, GF = Erzielte Tore, GA = Gegentore, PIM = Strafminuten
| Saison  | GP | W  | L  | T  | OTL | SOL | Pts | GF  | GA  | Platz     | Playoffs           |
| 1944/45 | 18 | 11 | 7  | 0  | —   | —   | 22  | 94  | 84  | 2., South |                    |
| 1945/46 | 40 | 17 | 23 | 0  | —   | —   | 34  | 189 | 208 | 4., South |                    |
| 1946/47 | 60 | 36 | 24 | 0  | —   | —   | 72  | 308 | 260 | 2., South | Lester Patrick Cup |
| 1947/48 | 66 | 36 | 26 | 4  | —   | —   | 76  | 306 | 270 | 1., South |                    |
| 1948/49 | 70 | 28 | 33 | 9  | —   | —   | 65  | 246 | 271 | 4., South |                    |
| 1949/50 | 70 | 30 | 30 | 10 | —   | —   | 70  | 259 | 247 | 2., South |                    |